# Bath bymur
Bath bymur (også omtalt som borough walls) var en række mure, der blev bygget omkring Bath i England. De blev oprindeligt opført af romerne under Romersk Britannien, og de blev senere restaureret af angelsakserne og herefter udbygget og forstærket i højmiddelalderen. Murene omkransede hele byen, og beskyttede den historiske del af den moderne by, som dækker omkring 9,3 hektar, inklusive de romerske bade i Bath og Bath Abbey.
Størstedelen af muren er dog forsvundet, men dens forløb kan stadig følges via vejnettet. Nord- og sydporten blev revet ned allerede i 1755, og vestporten blev fjernet i 1760'erne. Østporten samt mindre sektioner af muren er dog fortsat bevaret .